# Papaver stubendorfii
Papaver stubendorfii är en vallmoväxtart som beskrevs av Tolmatch.. Papaver stubendorfii ingår i släktet vallmor, och familjen vallmoväxter. Inga underarter finns listade i Catalogue of Life.